# تاکاکی هاریگایا
تاکاکی هاریگایا (انگلیسی: Takeaki Harigaya؛ زادهٔ ۱۵ اکتبر ۱۹۹۸) بازیکن فوتبال اهل ژاپن است.
از باشگاه‌هایی که در آن بازی کرده‌است می‌توان به باشگاه فوتبال جوبیلو ایواتا اشاره کرد.